# Castillo de Cea

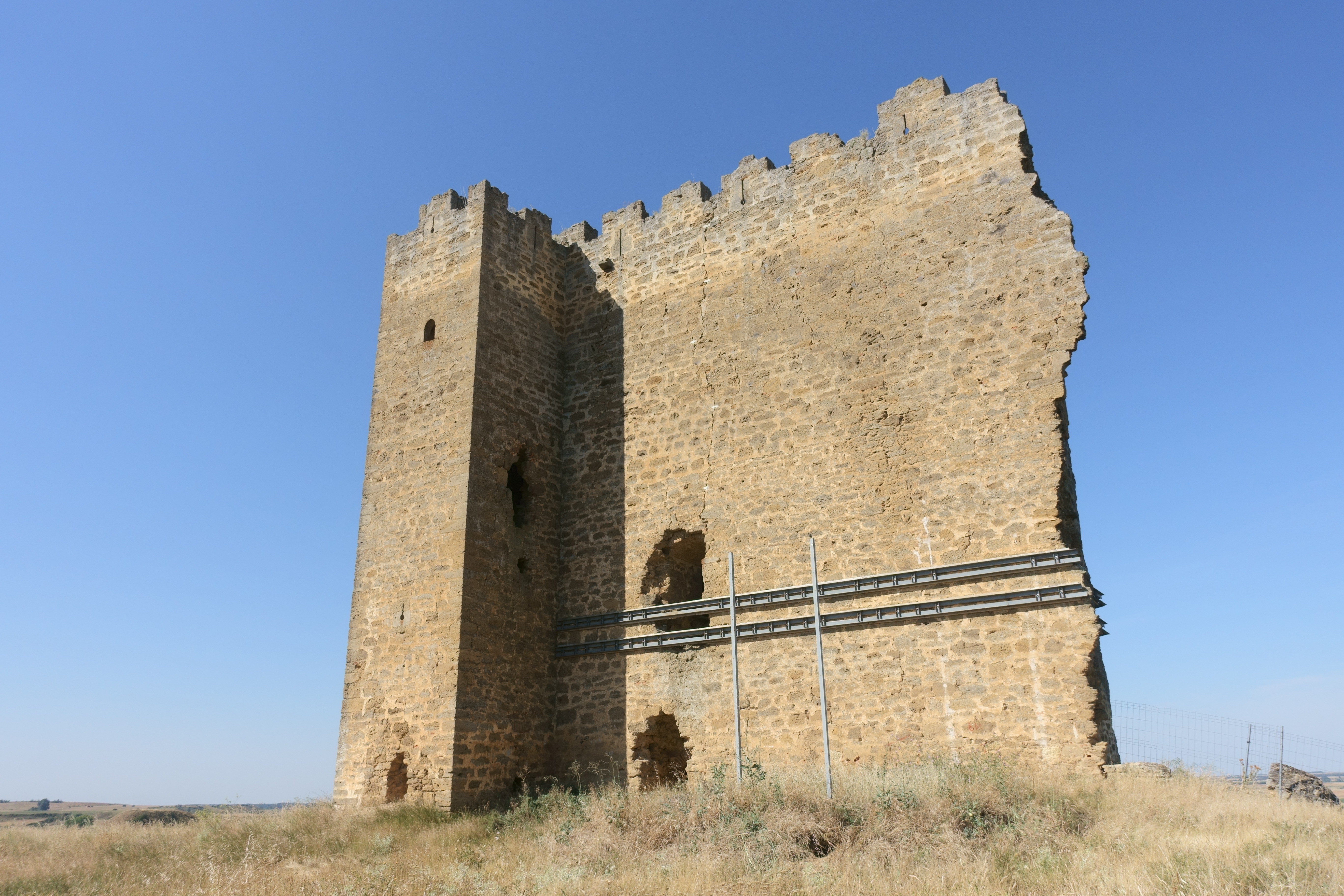
Castillo de Cea

El Castillo de Cea se alza sobre un montículo que domina la población de Cea, en León. Fue construido en el siglo XV sobre un castillo más antiguo destruido en el siglo XII y que había sido construido alrededor del siglo IX. Este primitivo castillo a su vez estaba construido sobre un castro. Fue utilizado como prisión de reyes navarros y condes castellanos. El rey de Leon Fernando I puso preso a su hermano García Sanchez III, rey de Navarra sobre los años 1040. Durante años presentó un aceptable estado de conservación. Sin embargo a principios del siglo xx fue utilizado como cantera para construir la nueva iglesia (inaugurada en 1909) del pueblo lo que provocó la ruina total del castillo. Actualmente solo se conservan un torreón y un arco de entrada de la muralla.
Su propietario actual es el ayuntamiento de Cea, que permite su visita de forma gratuita. Está protegido según la Declaración genérica del Decreto de 22 de abril de 1949, y la Ley 16/1985 sobre el Patrimonio Histórico Español. Debido al estado ruinoso en el que se encontraba, en 2015 se llevaron a cabo obras  para evitar su total derrumbamiento. El resultado de las obras sin duda ha evitado el total desmoronamiento del castillo .